# Boghiceni, Hîncești
Boghiceni este un sat din raionul Hîncești, Republica Moldova. Este situat în valea râului Călmățui, la 28 km de Hîncești și la 64 km de Chișinău. Satul are o populație de aproximativ 2.350 de locuitori.

## Etimologie
Denumirea localității provine de la un nume de persoană Boghicea, format de la cuvântul boaghe – „o specie de ulii”, sau de la antroponimicul Boaghe, derivat cu sufixul – ice, - icea, sau sufixul – eni. Boghiceni se va fi numit inițial moșia, precum și satul, care aparțineau unui oarecare Boghicea sau Boaghe.

## Geografie
Boghicenii sunt situați în valea rîulețului Călmățui, mai la sud de obîrșia acestuia, la 28 km de Hîncești și la 64 km de Chișinău. Moșia satului are hotar cu localitățile Bujor, Lăpușna, Șipoteni, Pașcani, Iurceni, Mirești. Pe aceste locuri, sute de ani în urmă, era toloacă, câmp liber, pe aici umblau turme de animale sălbatice. Posibil că s-au oprit aci, pentru odihnă și pentru înmormântarea ortacilor căzuți în lupte, nomazii războinici, veniți după pradă tocmai de prin stepele asiatice.

## Istorie
Documentar, satul Boghiceni apare menționați pentru prima dată într–un hrisov al lui Ștefan cel Mare din 9 ianuarie 1489, prin care se precizează hotarele unui sat Petricani, astăzi care nu mai există:
„Suret de pe o hotarnica veche a domnului Ștefan vodă, din let 6997 <1489> ghenarie 9, scris suretul de Simeon uricariul și încredințat și de Evloghie tălmăcitoriu că este adevărat tălmăcit în care scrie ca hotarul satului acestuia (Petricanilor?) se începe dimpotrivă locului, din dealu despre Lăpușna, și merge la Fântâna Mare, despre târgul Lapușna, care merge la ruptura din sus și merge margine în sus fața Lăpușnii și tot margine fața Lăpușnii, până ce hotărăște cu Dragomireștii și cu Bujorul și de acolo să întoarce fața Bujorului în giosu, din vale de Movila Petricăi hotar și de acolo merge tot fața Bujorului împotriva rupturii Bujorului, într-o buză de pisc este hotar și deacolo taie piste deal de la Soci și muchie dealului din deal de Soci este hotar și merge drept în Movila lui Fulger și merge dealul în gios, unde este hotar Bujorului, și lovește în coastele Bobicenilor și Bobicenii trec tot dealul în gios, până împotriva hotarului din gios de lac, este hotar împotriva hotarului din dealu și atâta este hotarul Petricanilor împregiur.”
Satul Boghiceni este amintit și în actele domnești de mai târziu, inclusiv la 8 noiembrie 1666, când Iliaș Alexandru Voievod întărește medelnicerului Mihalcea Hîncu niște părți din moșia satului Secăreni, și apoi la 30 mai 1669, în actul de hotărnicire și împărțire a moșiei Iurcenilor din ținutul Lăpușnei.
Din vechile documente aflăm că pe vremuri o parte a moșiei Boghicenilor aparținea răzeșilor din sat, iar altă parte - Mânăstirii Sf. Ioan Zlatoust din Iași. Printr-un act domnesc al lui Grigore Ioan Calimah Voievod, din 1 iunie 1768, se stabilesc hotarele moșiei satului Boghiceni, acestea "urmând semnili hotarului Boghicenilor după suretul di hotarnică... di la Stefan Voiedov din velet 6997 (1489), ghenarie 9". Printre semnele de moșie menționate figurează și toponimele existente la acea vreme: Fața Călmățuiului, Zăpodia. Moșia Oii, Valea Socilor. Fântâna Mare. Capui Mladenului, Ruptura, Cuibul Breahnii, Mlădineștii, Dumbrava, Trifenii (căruia i se zice acum Pașcan); Moșia Chetroșeni (a mănăstirii Bărboiu), Prăvalu, movila Petricăî, Moșia Mârzeștilor, Piscul Nant, Șleahul cel Mare. Unele dintre aceste nume topice s-au păstrat în vorbirea localnicilor până în zilele noastre (Valea Socilor, Mladinul, Ruptura etc.), altele, însă, au dispărut sau au fost înlocuite cu denumiri noi.
Ca proprietate mănăstirească moșia Boghicenilor e înregistrată și în materialele recensământului din 1772 (1774). Pe atunci satul avea 45 de gospodării țărănești, dintre care 42 aparțineau birnicilor. O așezare nu prea numeroasă ca populație, dar înzestrată cu toate cele necesare vieții: mori de vint, prisăci, pomeți (adică livezi cu pomi fructiferi), fânețe, pământ arabil îndeajuns. Ocupația principală a locuitorilor era agricultura, însă, după cum ne mărturisesc documentele vremii, în sat existau și meșteșugari: rotari, fierari, tăbăcari, cojocari. Iată și câteva nume de trăitori băștinași, menționate în dosarele aceluiași recensământ: Ștefan Dănilă, Antohi Tabără, Ioniță Chircu, Timofti Cazacu, Constantin Gonat, Vasilache Bătrânu, Grigoraș Doni, Ichim Cătană, Ion Gonfu, Dănilă Puhoace. Pentru unii locuitori, în locul numelui de familie sunt indicate ocupația, meseria, funcția: Ioniță cojocar, Vasile Vătăman, Ion vornic, Grigoraș chelar, Ion rotar, Zaharia dascăl, Luchian tălmaci ș.a.
Către sf. sec. XVIII și înc. sec. XIX se constată o înviorare în ceea ce privește dezvoltarea localității. „Condica liuzilor” de la 1803 fixează în s. Boghiceni 82 de gospodari, cu un impozit anual de 1.932 lei. Pământurile din hotarul moșiei le stăpâneau țăranii răzeși, precum și un proprietar mai înstărit, medelnicerul Todirascu Măcărescu. În afară de plugărie, localnicii făceau în mod obișnuit și cărăușie.
Conform recensământul din 1817, aici existau de acum 140 de gospodării, moșia având în total 1.741 fălci: 41 fălci sub vatra satului, 400 fălci de pădure, 400 fălci de pămint arabil, 60 fălci de fâneață și 250 fălci de pășune. Printre marii proprietari locali e amintit serdarul Măcărescu.
Alte mențiuni documentare din sec. XIX-XX, referitoare la situația economică și demografică a localității: la 1859 - 194 de gospodării, cu o populație de 908 locuitori, proprietar al unei părți de moșie fiind Egor Leonard, la 1864 - 418 des. (sau 1.213 prăjini pătrate) de pădure, la 1904 - 232 de case, o biserică cu hramul Sf. Mihail, o școală elementară cu limba de predare numai în rusește țăranii locali posedând 1.452 des., iar proprietarii Petru și Olga Leonard - 2.158 des. de pământ, la 1930 - 1.847 de locuitori, majori¬tatea absolută fiind cetățeni români.
Din Dicționarul statistic al Moldovei (1994) și din materialele arhivei Primăriei Boghiceni pot fi depistate următoarele date informative asupra actualei localități: 951 de gospodării și 859 de case individuale, 2.782 de locuitori, dintre care 2.774 români, 2.400 ha de teren agricol (1.409 ha de pământ arabil, 366 ha de vii, 170 ha de livadă), 329 ha de teren agricol în sectorul individual, ambulatoriu, școală medie, grădiniță de copii, casă de cultură, 2 biblioteci, oficiu de telecomunicații, 6 magazine. Biserica Sf. Apostoli Petru și Pavel a fost înălțată în anul 1884.

## Demografie

### Structura etnică
Structura etnică a localității conform recensământului populației din 2004:
| Grup etnic                                               | Populație | % Procentaj  |
| -------------------------------------------------------- | --------- | ------------ |
| Băștinași declarați Moldoveni Băștinași declarați Români | 2783 55   | 97,31% 1,92% |
| Ucraineni                                                | 11        | 0,38%        |
| Ruși                                                     | 6         | 0,21%        |
| Găgăuzi                                                  | 1         | 0,03%        |
| Țigani                                                   | 1         | 0,03%        |
| Alții                                                    | 3         | 0,10%        |
| Total                                                    | 2860      |              |

## Administrație și politică
Componența Consiliului local Boghiceni (11 consilieri), ales la 5 noiembrie 2023, este următoarea:
|  | Partid                            | Consilieri | Componență | Componență | Componență | Componență | Componență | Componență | Componență | Componență |
|  | --------------------------------- | ---------- | ---------- | ---------- | ---------- | ---------- | ---------- | ---------- | ---------- | ---------- |
|  | Partidul Acțiune și Solidaritate  | 8          |            |            |            |            |            |            |            |            |
|  | Partidul Social Democrat European | 3          |            |            |            |            |            |            |            |            |